# Џермук
Џермук (јерм. Ջերմուկ) је бањски и туристички центар и један од три градска центра у јерменском марзу Вајотс Џор. Налази се у кањону реке Арпа, 53 км западно од административног центра провинције, града Јехегнаџора.
Од најранијих времена ово место је познато по својим топлим минералним изворима и од совјетских времена по флашираној минералној води Џермук. Туристима су занимљиви и велики водопад, природни камени мост, језеро, а пре свега чист планински ваздух и шуме.

## Географија
Џермук се налази у источном планинском делу провинције Вајотс Џор на југу Јерменије. Смештен је на висоравни коју клисура реке Арпа дели на два дела, северно од Кечутског језера на надморској висини од 2.100 m. Са три стране је окружен до 3.000 м високим планинским ланцима обраслим високопланинским шумама и ливадама. Удаљен је неких 170 км југоисточно од Јеревана.
У шумама у подручју око града доминирају храст и граб, те дивља крушка и шљива, док је од четинарских врста најраширенија клека. Од дивљих животиња најбројнији су медведи, лисице, јазавци и зечеви.
У околини Џермука се налазе бројни топли минерални извори и гејзири. И управо по њима град је и добио име јер реч „џер“ на јерменском језику означава нешто топло или вруће. У близини града, на реци Арпа се налази 70 m високи Џермушки водопад.
Иако на великој надморској висини, град се одликује умереноконтиненталном климом са доста благим и снежним зимама и свежим и пријатним летима. Најхладнији месец је фебруар са просеком од -7,7 °C, а најтоплији јул са 18,9 °C. Најниже зимске температуре ретко се спуштају до -26 °C док највише температуре ретко прелазе 28 подеок. Годишњи просек падавина износи око 800 мм, највише током раног пролећа.

## Историја
Џермук се налази у делу Јерменије који је био у саставу историјске покрајине Сјуник у оквиру Велике Јерменије. Први писани подаци о насељу на овом месту јављају се у „Историји Сисакана“ јерменског сколастика Степаноса Орбелијана из 13. века. Међутим подручје је било насељено много раније. Џермушка тврђава је саграђена током владавине династије Арташесида која је Јерменијом владала у периоду између 2. века п. н. е. и првих година нове ере. Такође у близини постоје и рушевине старе цркве из 8. века.
Минералне воде Џермука су се користиле у здравствене сврхе још од античких времена и бројни владари су управо у овом крају имали своје летњиковце.
Прва научна истраживања о саставу и карактеристикама лековитих вода овог подручја обавио је током тридесетих година 19. века руски геолог Воскобојников и од тада је почела интензивнија експлоатација минералних извора у граду и околини.
Оснивање модерног градског насеља везано је за 1940. годину и отварање модерног санаторијума чиме је Џермук стекао репутацију лечилишног центра Совјетског Савеза. У садашњој Републици Јерменији, у административном погледу Џермук је седиште једног од три управна округа у марзу Вајотс Џор (поред Јехегнаџора и Вајка).

## Демографија
Златно доба Џермука у демографском смислу биле су осамдесете године 20. века када је у граду живело око 10.000 становника. Међутим након распада СССР услед економске кризе која је захватила Јерменију, туризам у граду је замро а са њим опадао је и број становника на садашњих 6.200 (година 2010).
У административном смислу граду припада и насеље Кечут са око 1.000 становника.

## Привреда
Привреда града и целе околине почива на туризму и комерцијалном искориштавању минералних извора. Прва фабрика за флаширање минералне воде отворена је 1951. године. Још две велике фабрике у граду се баве флаширањем и извозом минералне воде робне марке Џермук која се извози широм света.
Џермук је један од најпознатијих и најпосећенијих бањско лечилишних центара у целој Јерменији. Топли минерални извори, чист ваздух и високопланинске шуме разлог су посета бројних туриста сваке године. У граду су изграђене бројне спортске дворане које користе многи спортски тимови за висинске припреме. Једна од најпознатијих историјских грађевина је Гндеванска тврђава саграђена пре више од хиљаду година која се налази 10 км западно од града. У новембру 2007. отворена је прва линија жичаре која туристима омогућава директну везу са планинским врховима изван града. Максимална удаљеност сваког хотела у граду од жичаре је свега 1 км.
Сваке године, током августа месеца ту се одржава велики шаховски турнир међународног карактера, а под организацијом ФИДЕ.

## Градови побратими
- Сен Рафаел, Француска

## Галерија
- Џермук
- Поглед на град
- Стамбене зграде
- Галерија
- Кањон Арпе у Џермуку
- Мост на Арпи
- Водопад
- Бањско лечилишни центар